# ديزة ثنائي الشقوق

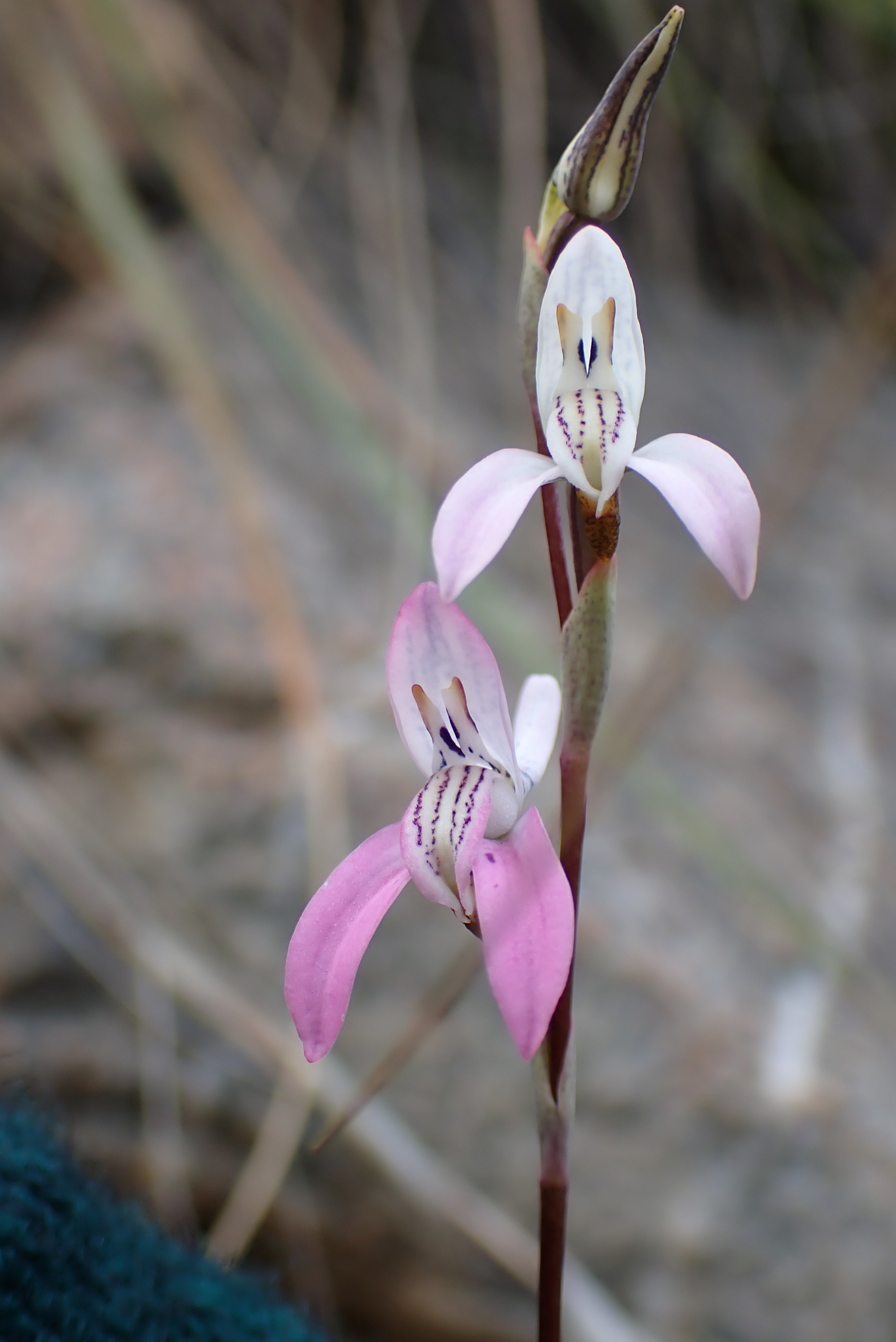
ديزة ثنائية الشقوق في جنوب إفريقيا

ديزة ثنائي الشقوق (الاسم العلمي:Disa bifida) هي نوع من النباتات تتبع جنس الديزة من الفصيلة السحلبية.